# Guerra di padre Le Loutre
La guerra di padre Le Loutre (1749–1755), nota anche come guerra indiana o guerra micmac o guerra anglo-micmac, fu un conflitto che ebbe luogo tra la guerra di re Giorgio e la guerra franco-indiana in Acadia ed in Nuova Scozia. I coloni inglesi vennero guidati dal generale Charles Lawrence e dal ranger del New England, John Gorham. Sull'altro fronte i Mi'kmaq vennero guidati da padre Jean-Louis Le Loutre mentre la milizia acadiana si impegnò in una serie di guerriglie con gli inglesi.
Sebbene gli inglesi avessero catturato Port Royal nel 1710, i mi'kmaq e gli acadiani continuarono a occupare le aree di Port Royal e di Canso, in Nuova Scozia. Dopo quarant'anni circa, gli inglesi cercarono di stabilire un controllo definitivo sulla regione corrispondente all'attuale Nuovo Brunswick, innescando la risposta armata degli acadiani. A peggiorare le cose, gli inglesi insediarono 3229 nuovi coloni ad Halifax durante il primo anno; questo numero eccedeva il numero dei mi'kmaq nell'intera regione e venne visto come una minaccia dagli occupanti tradizionali della regione. Inoltre i nuovi coloni erano di fede protestante.
La guerra causò una sollevazione senza precedenti nell'area. Ventiquattro furono i conflitti ad interessare la guerra (tra battaglie, raids e schermaglie), tredici dei quali furono gestiti dai mi'kmaq e dagli acadiani nell'area di Halifax/Dartmouth.
Gli inglesi sfruttarono il conflitto in corso per cercare di consolidare il loro potere nel territorio dell'attuale Nuovo Brunswick e di espandere il protestantesimo nella Nuova Scozia. Molti acadiani e mi'kmaq lasciarono la Nuova Scozia per le colonie francesi dell'Ile St. Jean (Isola del Principe Edoardo) e dell'Ile Royale (Isola di Capo Breton). I francesi pure tentarono di mantenere il controllo sui territori dell'attuale Nuovo Brunswick. In questo si inserì l'azione di padre Le Loutre (a cui si deve il nome del conflitto) che con alcuni suoi confratelli cercò di impedire che gli inglesi si portassero nella regione come accaduto una generazione prima durante la guerra di padre Rale, quando un altro sacerdote aveva tentato di opporsi agli inglesi nella regione dell'attuale Maine.
Dopo l'insediamento di ulteriori coloni inglesi ad Halifax, gli acadiani ed i mi'kmaq orchestrarono degli attacchi all'istmo di Chignecto, a Grand Pré, a Dartmouth, a Canso, ad Halifax ed a Country Harbour. I francesi eressero Fort Menagoueche, Fort Beauséjour e Fort Gaspareaux. Gli inglesi risposero attaccando i mi'kmaq e gli acadiani a Mirligueche (poi nota come Lunenburg), Chignecto ed a St. Croix, stabilendo unilateralmente delle comunità a Lunenburg ed a Lawrencetown. Infine gli inglesi eressero dei forti presso Windsor, Grand Pré e Chignecto. La guerra si concluse sei anni dopo con la sconfitta di mi'kmaq, acadiani e francesi nella battaglia di Fort Beauséjour.

## Sfondo storico
La resistenza degli acadiani al governo inglese in Acadia ebbe inizio dopo la guerra della regina Anna, con la firma del trattato di Portsmouth nel 1713. Il trattato costrinse i francesi a cedere parti della Nuova Francia agli inglesi, inclusa la regione della baia di Hudson, Terranova e l'Acadia peninsulare. Gli acadiani in precedenza avevano supportato i francesi in tre conflitti noti come guerre franco-indiane. Gli acadiani si unirono perlopiù alle forze del corsaro francese Pierre Maisonnat dit Baptiste e parteciparono con lui alle vittorie su diversi vascelli inglesi nel corso della guerra di re Guglielmo. Dopo l'assedio di Pemaquid, Pierre Le Moyne d'Iberville guidò una forza di 124 canadesi, acadiani, mi'kmaq e abenaki nella campagna della penisola di Avalon. Questi distrussero quasi tutti gli insediamenti inglesi in Terranova, uccidendo più di 100 inglesi e facendo altrettanti prigionieri. Deportarono almeno 500 coloni inglesi in Inghilterra o in Francia.

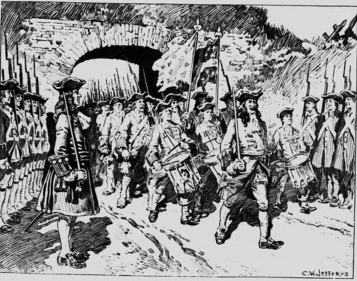
L'evacuazione delle forze francesi da Port Royal. I francesi cedettero la penisola dell'Acadia agli inglesi dopo l'assedio di Port Royal nel 1710.

Durante la guerra della regina Anna, mi’kmaq e acadiani resistettero durante i raid su Grand Pré, Pisiquit, e Chignecto nel 1704. Gli acadiani assistettero i francesi nella protezione della capitale durante il primo assedio di Port Royal e nel secondo assedio. Ad ogni modo, con la firma del trattato di Portsmouth del 1713, l'Acadia peninsulare passò formalmente agli inglesi. Sebbene la face fosse stata formalmente ristabilita con la Francia, gli inglesi continuavano a conoscere la resistenza dei coloni inglesi nella penisola acadiana. Durante la guerra di padre Rale, i maliseet razziarono numerosi vascelli inglesi nella baia di Fundy, mentre i mi'kmaq razziarono Canso nel 1723. In quest'ultimo scontro, i mi'kmaq vennero supportati dagli acadiani.
Durante questi conflitti, i coloni francesi ed acadiani si allearono coi mi’kmaq, combattendo assieme a loro durante la battaglia di Bloody Creek I mi'kmaq, che componevano parte della Confederazione Wabanaki, vantavano un profondo attaccamento alla loro terra e un'altrettanto profonda ostilità nei confronti degli inglesi. Tra XVII e XVIII secolo, gli Wabanaki combatterono in diverse campagne militari, incluse quelle del 1688, 1703, 1723, 1724, 1745, 1746 e 1747.

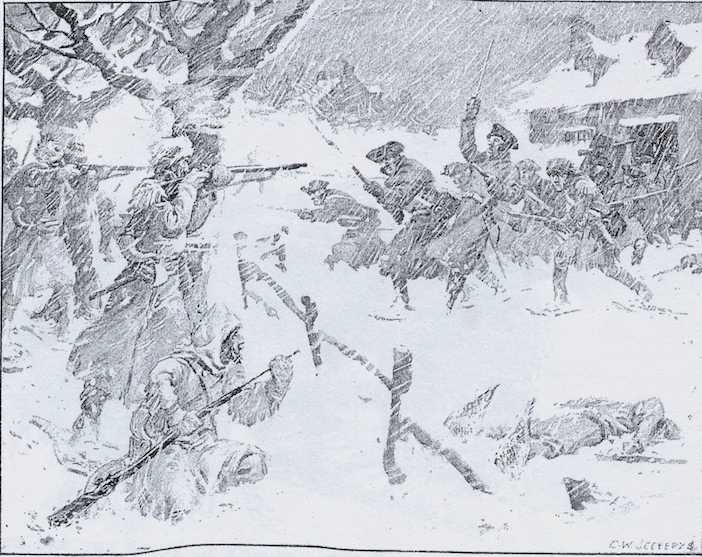
Acadiani e mi'kmaq combattono insieme alle forze francesi durante la battaglia di Grand Pré, 1747.

Le ostilità tra inglesi e francesi ripresero con la guerra di re Giorgio (1744–48). Supportato dai francesi, Jean-Louis Le Loutre guidò le forze del regno di Francia, gli acadiani ed i mi’kmaq alla riconquista della capitale con l'assedio di Annapolis Royal. A Le Loutre si aggiunsero altri leaders della resistenza acadiana come ad esempio Joseph Broussard (Beausoleil). Broussard e altri acadiani supportarono i soldati francesi nella battaglia di Grand Pré. Durante la guerra di re Giorgio, Le Loutre, Gorham e Lawrence divennero figure note nella regione. Nel corso del conflitto, ad ogni modo, il governatore del Massachusetts, Shirley, sapendo che la Nuova Scozia era ancora "scarsamente" anglicizzata, chiese urgentemente al governo di Londra nuovi fondi per costruire forti di difesa nelle comunità acadiane per sottometterle. La firma del trattato di Aix-la-Chapelle nel 1748 pose fine formalmente alle ostilità tra inglesi e francesi. Con la pace finalmente e formalmente conclusa, gli inglesi iniziarono a consolidare il loro potere sulla penisola dell'Acadia, portando così ad ulteriori conflitti con gli acadiani e coi mi'kmaq.

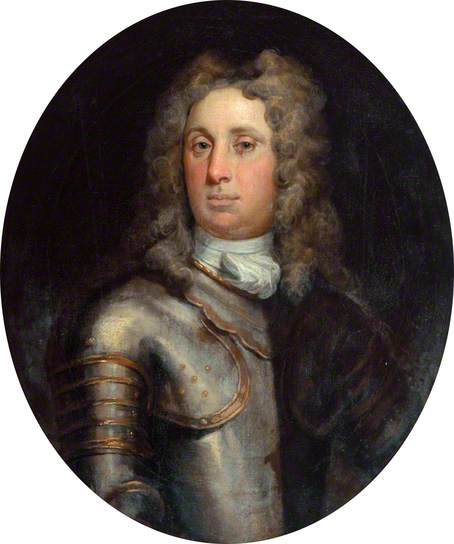
Il tenente generale Peregrine Lascelles, comandante del 47th Regiment

All'inizio della guerra di padre Le Loutre, assieme alle unità del New England, erano schierati tre reggimenti inglesi ad Halifax, il 40th Regiment of Foot giunse da Annapolis, mentre il 29th Regiment of Foot (il reggimento guidato da Peregrine Hopson) ed il 45th Regiment of Foot (guidato da Hugh Warburton) giunsero da Louisbourg. Il 47th Regiment (comandato da Peregrine Lascelles) giunse l'anno successivo (1750). Via mare, il capitano John Rous era l'ufficiale navale incaricato del conflitto dalla Nuova Scozia, assieme all'ufficiale Silvanus Cobb. John Gorham armò due schooners: l'Anson ed il Warren.

## Il corso della guerra

### 1749

#### Il consolidamento del potere inglese in Nuova Scozia

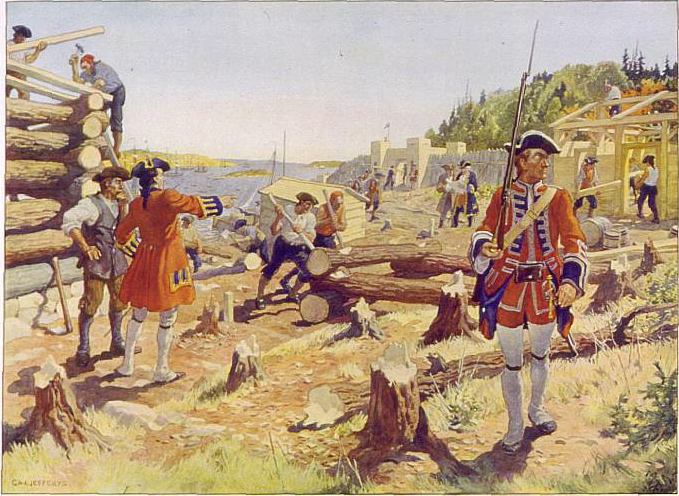
Soldati del 29th Regiment of Foot di guardia ad Halifax contro i raids degli acadiani e dei mi'kmaq, nel 1749. L'Horsemans Fort è visibile sullo sfondo.

La guerra iniziò quando il generale Edward Cornwallis giunse ad Halifax con 13 trasporti carichi di coloni inglesi il 21 giugno 1749. Gli inglesi iniziarono ben presto a costruire ulteriori insediamenti. A guardia contro i mi'kmaq, gli acadiani ed i francesi, vennero erette delle fortificazioni dagli inglesi presso Halifax (Citadel Hill nel 1749), Bedford (Fort Sackville nel 1749), Dartmouth (1750), Lunenburg (1753) e Lawrencetown (1754).
In 18 mesi dall'arrivo ad Halifax, gli inglesi erano riusciti a prendere il controllo della penisola della Nuova Scozia costruendo fortificazioni nelle principali comunità acadiane: l'attuale Windsor (Fort Edward); Grand Pré (Fort Vieux Logis) e Chignecto (Fort Lawrence). Un forte inglese (Fort Anne) già esisteva presso il principale centro acadiano, Annapolis Royal, mentre Cobequid ne rimase sprovvista. Padre Le Loutre disse a tal proposito: "gli inglesi possono costruire tutti i forti che vogliono ma non ne usciranno" Di fatti, la resistenza dei mi'kmaq mantenne perlopiù gli inglesi rintanati nei loro forti sino alla caduta di Louisbourg (1758).

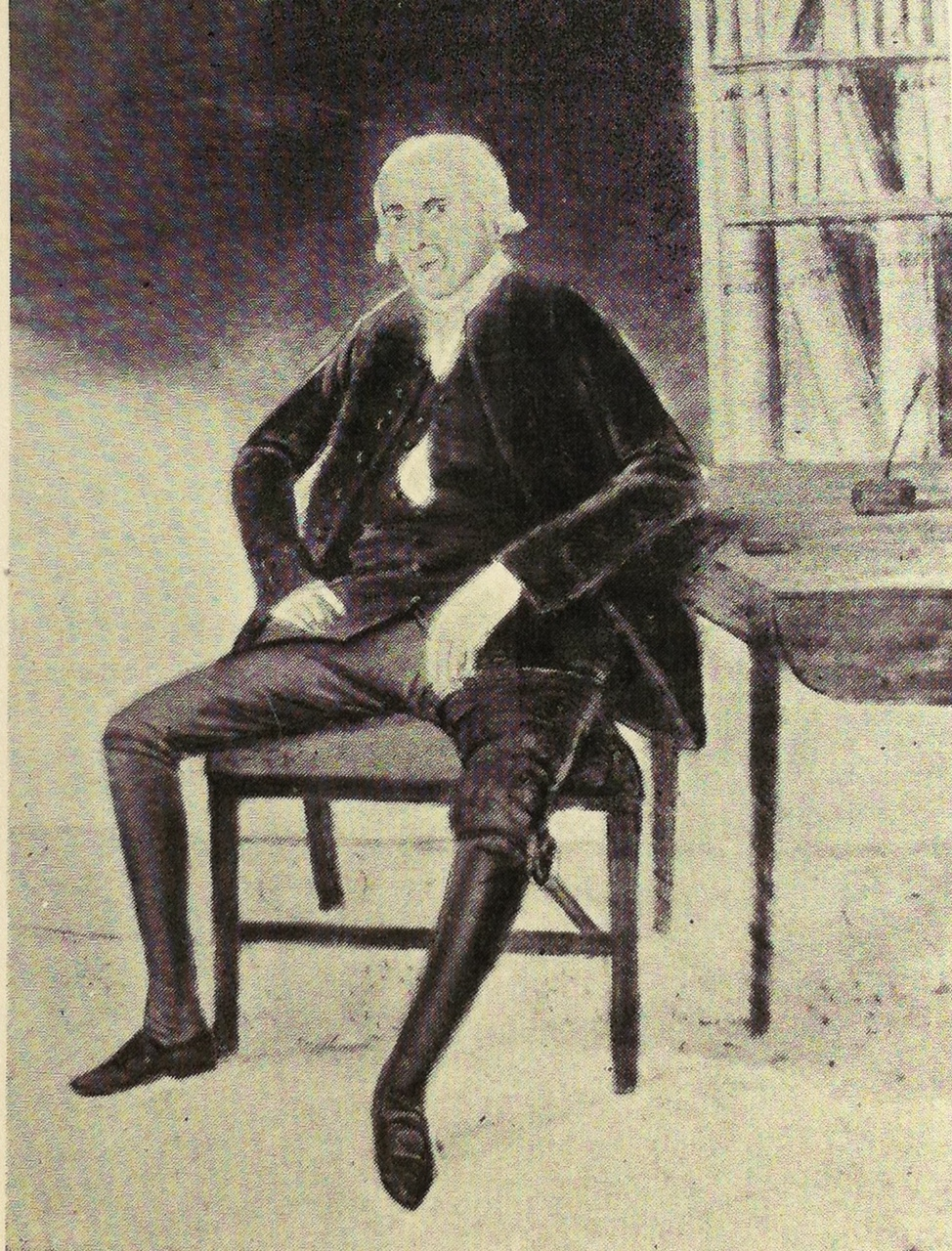
Richard Bulkeley, il vice-governatore della Nuova Scozia, notò che la regione che sovrintendeva "era tenuta in stato ininterrotto di conflitto dagli acadiani".

Dal giugno del 1751, Cornwallis scrisse alla Board of Trade che i suoi avversari avevano "fatto tanto da potersi dire in guerra aperta". Richard Bulkeley scrisse che tra il 1749 ed il 1755, la Nuova Scozia "era tenuta in un perenne stato di guerra dagli acadiani... e che i rapporti degli ufficiali comandanti di Fort Edward [indicavano] di non potersi incontrare [ad Halifax] con meno di una scorta di trenta uomini e un ufficiale".
L'unica strada aperta tra Louisbourg e Quebec passava da Baie Verte attraverso Chignecto, nella baia di Fundy e su lungo il corso del fiume Saint John. Con la fondazione di Halifax, i francesi riconobbero la minaccia rappresentata dagli inglesi e come il Saint John River potesse essere sfruttato come corridoio per attaccare la città stessa di Quebec. Per proteggere questa via vitale, all'inizio del 1749, i francesi costruirono strategicamente tre forti in 18 mesi: uno a Baie Verte (Fort Gaspareaux), uno a Chignecto (Fort Beausejour) e un altro alla foce del fiume Saint John (Fort Menagoueche).
In risposta al raid di Gorham lungo il corso del Saint John nel 1748, il governatore del Canada minacciò di supportare i raid dei nativi lungo il confine inglese. Vi erano già stati dei raids da parte della milizia dei mi'kmaq e dei maliseet contro gli inglesi al confine (1703, 1723, 1724, 1745, 1746, 1747). Durante la guerra, lungo l'ex confine dell'Acadia, rappresentato dal fiume Kennebec, gli inglesi costruirono Fort Halifax (Winslow), Fort Shirley (Dresden) e Fort Western (Augusta). Charles Morris venne a sapere che gli acadiani stavano preparando una nuova campagna militare di raids per il 1755.

#### L'esodo degli acadiani

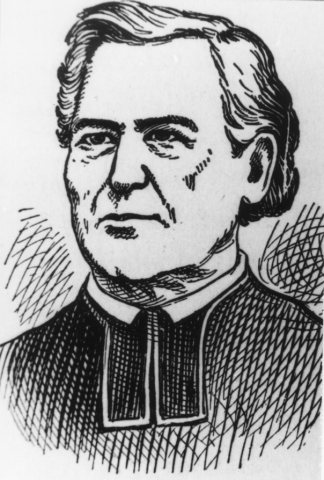
Padre Jean-Louis Le Loutre guidò l'esodo degli acadiani, evento che vide metà della popolazione acadiana nella penisola dell'Acadia ricollocarsi nei territori più interni controllati dai francesi.

Di fronte alla richiesta di un giuramento incondizionato al governo inglese, un numero significativo di acadiani continuavano ad opporsi, supportati in questo dal governo francese. Il 18 settembre 1749, venne consegnato un documento ad Edward Cornwallis assieme a 1000 acadiani, rappresentanti dei principali centri abitati dell'area. Il documento affermava che questi erano intenzionati a lasciare il paese piuttosto che siglare un giuramento agli inglesi. Cornwallis continuò a premere per una resa incondizionata rigettando le richieste degli acadiani e anzi premendo per la loro conversione al protestantesimo con termine massimo fissato al 25 ottobre. In risposta, centinaia di acadiani vennero deportati dagli inglesi con la relativa confisca delle loro case, delle loro terre e dei loro beni. La deportazione degli acadiani da parte degli inglesi interessò metà della popolazione della Nuova Scozia. L'esodo fu brutale, talvolta separando intere famiglie senza riguardo. La guida di questa operazione fu padre Jean-Louis Le Loutre, al quale gli inglesi diedero il nome in codice di "Mosé" come il patriarca che aveva guidato gli ebrei fuori dall'Egitto. Lo storico Micheline Johnson descrisse Le Loutre come "l'anima della resistenza acadiana."

#### L'inizio del conflitto
I Mi'kmaq ruppero gli accordi dei trattati del 1726 e del 1748 a Canso. Il 19 agosto 1749, il tenente Joseph Gorham, fratello minore di John Gorham, si trovava sotto il comando di William Clapham a Canso ed i suoi soldati vennero attaccati dai Mi'kmaq. Questi attaccarono la sua nave e fecero venti prigionieri che portarono poi a Louisbourg dove giunsero dieci giorni dopo. Dopo che Cornwallis si fu lamentato col governatore dell'Ile Royale, sedici prigionieri vennero rilasciati ad Halifax mentre altri quattro vennero riportati al vascello. L'anno precedente i Mi'kmaq avevano preso il vascello del capitano Ellingwood, la "Success" ed avevano richiesto polvere da sparo per il rilascio degli ostaggi tra i quali figurava il figlio del comandante.
All'istmo di Chignecto nell'agosto del 1749, i Mi'kmaq attaccarono due vascelli britannici che erano stati inviati sul posto per impedire agli acadiani di lasciare il bacino dell'Ile St. Jean. Il 18 settembre, diversi Mi'kmaq e Maliseets assaltarono ed uccisero tre inglesi a Chignecto. Sette nativi vennero uccisi nella schermaglia.
Il 24 settembre 1749, i Mi'kmaq scrissero formalmente al governatore Cornwallis attraverso un missionario francese, padre Maillard, proclamandosi padroni delle loro terre ed esprimendo tutta la loro opposizione alle azioni degli inglesi ad Halifax. Alcuni storici hanno letto tale documento come una vera dichiarazione di guerra nei confronti degli inglesi.
Il 30 settembre 1749, circa 40 Mi'kmaq attaccarono sei inglesi durante il raid su Dartmouth. I sei uomini, al comando del maggiore Gilman, si trovavano a Dartmouth per tagliare degli alberi per ricavare della legna. Quattro di loro vennero uccisi sul posto, uno venne preso prigioniero ed uno riuscì a fuggire. Due degli uomini vennero scalpati e le teste degli altri due vennero recise. Il maggiore Ezekiel Gilman diede l'allarme. Venne inviato quindi un distaccamento di rangers che tagliò la testa a due Mi'kmaq e ne scalpò uno. Questo raid fu il primo di otto contro Dartmouth che vennero attuati nel corso della guerra.

#### Il proclama di Cornwallis

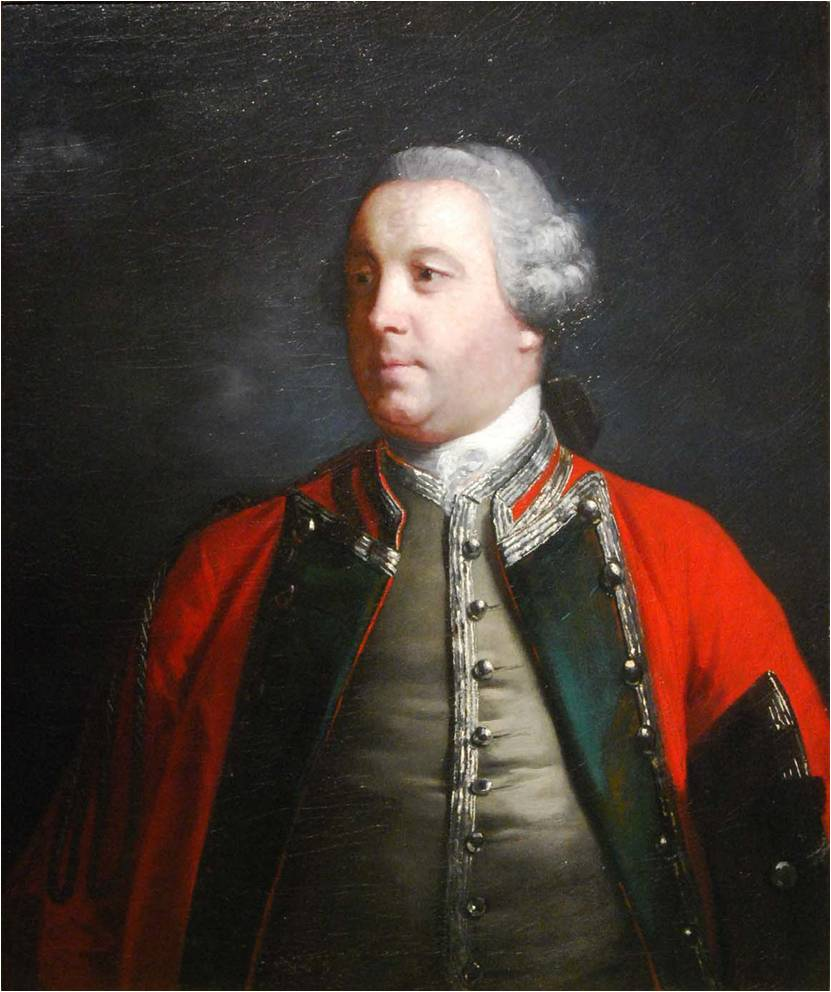
Edward Cornwallis, governatore della Nuova Scozia

Il 1º ottobre 1749, Cornwallis tenne una riunione del Consiglio della Nuova Scozia a bordo della HMS Beaufort. Secondo le minute della riunione, il Consiglio determinò che la minaccia dei Mi'kmaq era ormai da considerarsi una vera e propria guerra ma con alcune precisazioni: "Secondo la loro opinione, dichiarare formalmente guerra ai Micmac sarebbe come riconoscerli come popolo indipendente, mentre loro saranno trattati niente più e niente meno che come banditi ruffiani, o ribelli, del governo di Sua Maestà."
Il 2 ottobre 1749, il Consiglio della Nuova Scozia emise un "proclama di estirpazione" contro i Mi’kmaq nella Nuova Scozia peninsulare e contro tutti coloro che davano loro assistenza. L'intento del proclama era quello di porre fine ai raids sugli insediamenti coloniali e di fare pressione affinché si sottomettessero per stabilire "la pace e l'amicizia." Il proclama proponeva quattro strategie per fare pressione sugli indiani: "infastidirli", "angosciarli", ucciderli o farli prigionieri. Venne anche proposta una ricompensa di 10 ghinee per ogni indiano ucciso o fatto prigioniero:
Per portare a compimento questo compito, due compagnie di rangers vennero organizzate, una guidata dal capitano Francis Bartelo e l'altra dal capitano William Clapham. Queste operarono insieme alla compagnia di John Gorham. Le tre compagnie passarono la terra attorno ad Halifax alla ricerca dei Mi'kmaq. Tre giorni dopo, il 5 ottobre, il governatore Cornwallis inviò il comandante White con delle truppe e lo sloop Sphinx (20 cannoni) a Mirligueche (Lunenburg).
Dopo due attacchi consecutivi il 18 giugno ed il 20 giugno del 1750, Cornwallis disse che il proclama iniziale non aveva avuto l'effetto voluto ed incrementò la ricompensa per ogni indiano catturato o ucciso a 50 ghinee il 21 giugno. Nel corso del governatorato di Cornwallis un solo scalpo venne riportato, nessun prigioniero e in più vennero uccise tre persone.

#### L'assedio di Grand Pré
Due mesi dopo, il 27 novembre 1749, 300 Mi'kmaq, Maliseet e acadiani attaccarono Fort Vieux Logis, recentemente fondato dagli inglesi presso la comunità acadiana di Grand Pré. Il forte si trovava al comando del capitano Handfield. I nativi e gli acadiani uccisero le sentinelle di guardia. Procedettero quindi a catturare il tenente John Hamilton e diciotto soldati sotto il suo comando. John Gorham e i suoi rangers vennero inviati a salvare il forte. Quando giunse sul posto, ad ogni modo, la milizia era già partita coi prigionieri. Non vi furono altri combattimenti nei mesi invernali.

### 1750–1751

#### La battaglia di St. Croix

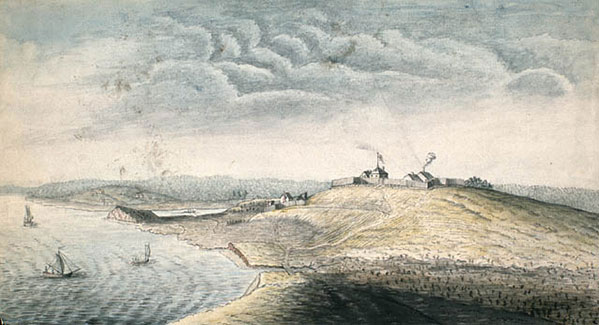
Fort Edward nel 1753. Nello sforzo di consolidare il controllo inglese sull'area John Gorham stabilì un fortilizio a Pisiquid.

La primavera successiva, il 18 marzo 1750, John Gorham ed i suoi rangers lasciarono Fort Sackville (presso l'attuale Bedford (Nuova Scozia)) su ordine del governatore Cornwallis e marciarono verso Piziquid (attuale Windsor (Nuova Scozia)). La missione di Gorham era di stabilire un fortilizio a Pisiquid, che divenne poi Fort Edward e controllare così le proprietà degli acadiani che avevano partecipato all'assedio di Grand Pré.
Giungendo a mezzogiorno del 20 marzo presso il villaggio acadiano di Five Houses presso il fiume St. Croix, Gorham ed i suoi uomini trovarono le case abbandonate presso l'insediamento. Vedendo un gruppo di Mi’kmaq che si nascondevano nei boschi, i rangers aprirono il fuoco. La schermaglia deteriorò in un vero e proprio assedio, con gli uomini di Gorham che si rifugiarono in un mulino da legna e in due case. Durante gli scontri, i rangers ebbero tre feriti, incluso Gorham che prese una palla al fianco. Con l'intensificarsi dei combattimenti, a Fort Sackville vennero richiesti ulteriori rinforzi.
Risponendo alla chiamata di assistenza il 22 marzo, il governatore Cornwallis ordinò ai reggimenti dei capitani Clapham e St. Loe di equipaggiare due cannoni da campo e di unirsi a Gorham presso Piziquid. Le truppe di rinforzo costrinsero i Mi'kmaq a ritirarsi.
Gorham procedette quindi verso l'attuale Windsor e forzò gli acadiani a smantellare la loro chiesa, Notre Dame de l'Assomption, così da potervi costruire al suo posto Fort Edward.

#### Battaglie a Chignecto
Nel maggio del 1750, Lawrence non riuscì a stabilirsi a Chignecto dal momento che Le Loutre aveva incendiato il villaggio di Beaubassin, impedendo così a Lawrence di utilizzarlo per i propri rifornimenti o per stabilirvi un forte.) Lawrence minacciò di tornare nel settembre di quello stesso anno.
Il 3 settembre, infatti, i ranger di John Gorham con 700 uomini in tutto si avvicinarono all'istmo di Chignecto. I Mi’kmaq e gli acadiani si opposero allo sbarco ed uccisero venti inglesi. Molti Mi’kmaq vennero uccisi ed i restanti vennero costretti a ritirarsi, incendiando i loro campi e le loro case durante la ritirata. Il 15 ottobre un gruppo di Micmac travestiti da ufficiali francesi chiesero di parlare con un membro del Consiglio della Nuova Scozia, Edward How. Questa trappola, organizzata dal capotribù Étienne Bâtard, gli diede l'opportunità di ferire seriamente How, il quale morì cinque o sei giorni dopo.

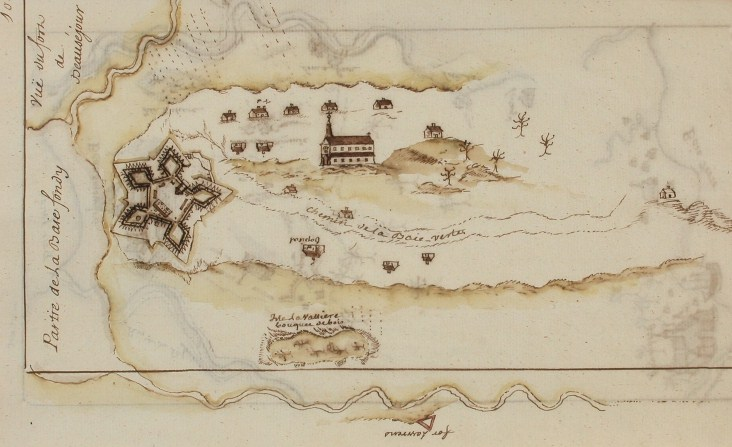
Fort Beausejour e l'area circostante nel 1755 circa. I francesi costruirono fortificazioni attorno all'istmo di Chignecto nel tentativo di limitare l'espansione britannica nell'Acadia continentale.

Le Loutre ed il leader della milizia acadiana Joseph Broussard resistetteto all'assalto inglese. Le truppe britanniche sconfissero la resistenza ed iniziarono la costruzione di Fort Lawrence presso il sito del villaggio acadiano di Beaubassin, ormai in rovina. I lavori al forte procedettero velocemente e con facilità venne completato nel giro di qualche settimana. Per limitare gli inglesi alla Nuova Scozia peninsulare, i francesi iniziarono a fortificare anche Chignecto e le sue pertinenze, costruendo Fort Beausejour e due altri forti satelliti – uno presso l'attuale Port Elgin (Fort Gaspareaux) e l'altro presso Saint John, New Brunswick (Fort Menagoueche).
Durante questi mesi, 35 Mi'kmaq e acadiani attaccarono il ranger Francis Bartelo, uccidendolo con altri sei uomini al suo seguito, e facendo sette prigionieri i quali vennero poi torturati durante la notte per incutere terrore ai vicini soldati inglesi.

#### Raids su Halifax
Vi furono quattro raids sulla città di Halifax durante la guerra. Il primo raid avvenne nell'ottobre del 1750, tra i boschi della regione, quando i Mi'kmaq scalparono due inglesi e presero sei prigionieri: il giardiniere di Cornwallis, suo figlio, e il bibliotecario del capitano William Clapham vennero torturati e scalpati. I Mi'kmaq seppellirono il ragazzo mentre il corpo del giardiniere venne lasciato sul posto, mentre altre sei persone vennero portate prigioniere a Grand Pre per cinque mesi. Poco dopo questo raid, Cornwallis venne a sapere che i Mi'kmaq avevano ricevuto del denaro dai francesi a Chignecto per cinque prigionieri consegnati.
Nel 1751, vi furono due attacchi ai forti di Halifax. I Mi'kmaq attaccarono quello a nord (presso l'attuale Joseph Howe Drive) ed uccisero gli uomini di guardia. Mi'kmaq attaccarono anche quello a sud (preso l'attuale parte sud di Joseph Howe Drive), e un mulino presso Chocolate Lake a Northwest Arm. Uccisero due uomini nell'operazione.

#### Battaglia di Baie Verte
Nell'agosto del 1750, vi fu una battaglia navale al largo di Baie Verte tra il capitano inglese Le Cras, a bordo della Trial, e lo sloop francese London di 70 tonnellate. La London era stata catturata mente portava rifornimenti di ogni genere (comprese armi e munizioni) da Quebec a padre Le Loutre ed ai combattenti Mi'kmaq. François Bigot, l'intendente della Nuova Francia aveva dato istruzioni al capitano francese di appoggiare Le Loutre, ma non giunsero mai a destinazione e tutto quello che venne trovato a bordo della nave venne catturato dagli inglesi ed inviato ad Halifax.

#### Port Joli
Nel 1750 circa, i Mi'kmaq catturarono uno schooner di pesca del New England al largo di Port Joli e torturarono la ciurma. Ad ovest del fiume St. Catherines, i Mi'kmaq li costrinsero a salire su un rogo o a saltare verso morte certa nell'oceano da un precipizio.

#### La battaglia di Port La Tour (1750)

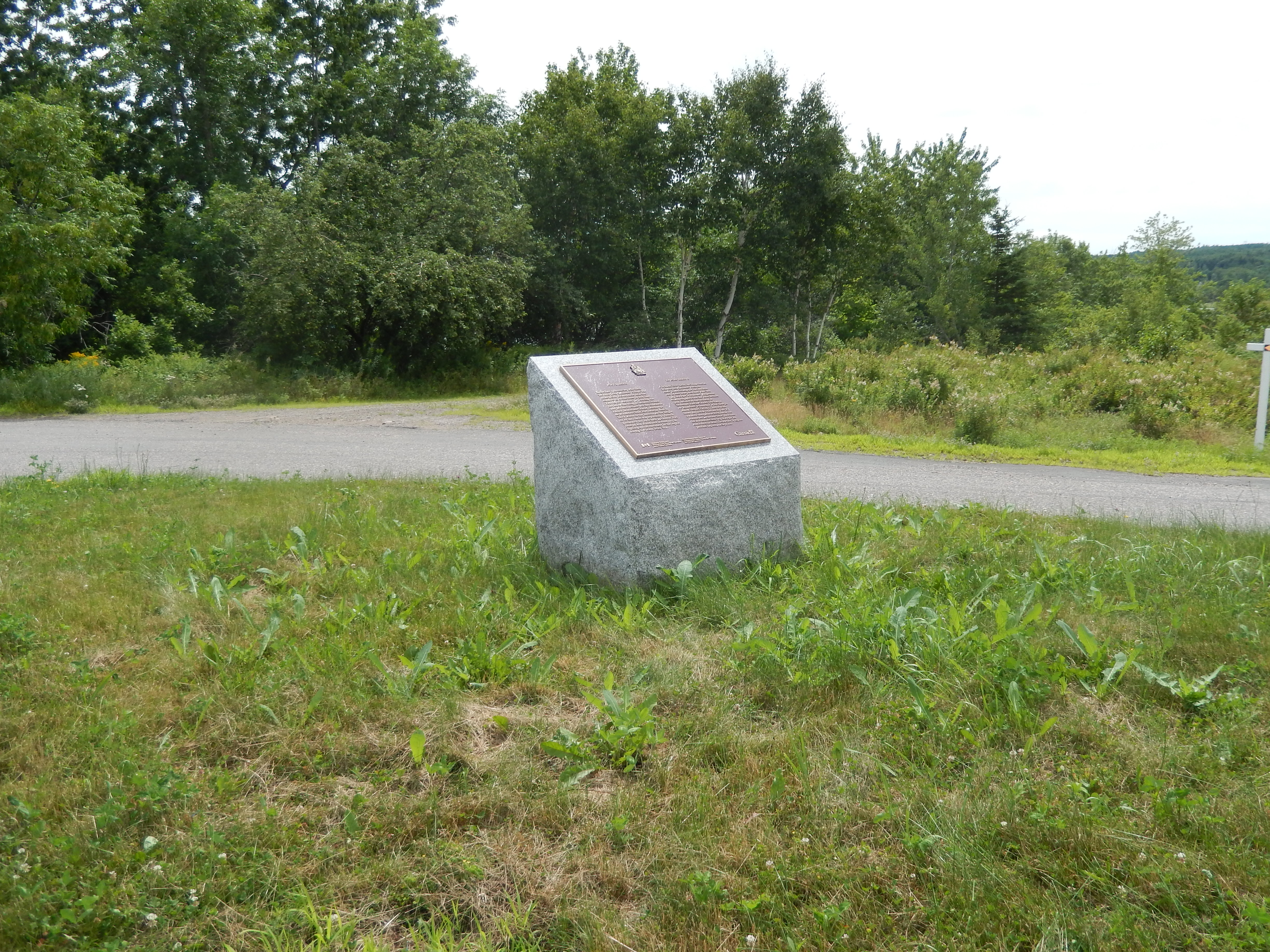
Monumento nel punto dove sorgeva Fort Boishebert. Per quanto le forze britanniche non siano riuscite a intercettare i rifornimenti verso il forte nell'ottobre del 1750, Cornwallis venne a sapere che il governatore generale del Canada riforniva di mi'kmaq di armi.

A metà settembre 1750 l'ufficiale francese Louis Du Pont Duchambon de Vergor (poi comandante di Fort Beausejour) venne inviato a bordo del brigantino Saint-François per dirigere lo schooner Aimable Jeanne che portava con sé munizioni e rifornimenti da Quebec verso il fiume Saint John, destinate a Boishebert a Fort Boishebert. Il 16 ottobre, a dieci leghe ad ovest di Cape Sable (attuale Port La Tour), il capitano inglese John Rous a bordo della HMS Albany prese possesso dei vascelli inglesi. Despite inferior armament, Vergor attaccò lo sloop, permettendo così alla Aimable Jeanne di raggiungere Fort Boishebert. L'azione occupò buona parte della giornata, dopo la quale, con soli 7 uomini su 50 e la Saint-François senza albero maestro e quasi sul punto di affondare, Vergor venne costretto ad arrendersi. Tre degli uomini di Rous rimasero uccisi. La nave francese conteneva una gran quantità di provviste, uniformi e oggetti. Cornwallis notò come era la seconda volta nella quale il governatore del Canada era stato "pizzicato" ad inviare aiuti ai mi'kmaq contro gli inglesi. Sulla fine dell'anno, Cornwallis notò come almeno 8 o 10 vascelli francesi avevano portato aiuto ai mi'kmaq, ai francesi e agli acadiani risalendo il fiume Saint John e la Baye Vert. In risposta alla sconfitta subita a Port La Tour, il governatore del Canada autorizzò l'attaccò di quattro sloops inglesi presso Louisbourg.

#### Raids su Dartmouth
Sei furono i raids in totale sulla città di Dartmouth in questo periodo. Nel luglio del 1750, i mi'kmaq uccisero e scalparono sei lavoratori a Dartmouth.
Nell'agosto del 1750, 353 persone giunsero ad Alderney Il mese successivo, il 30 settembre, Dartmouth venne attaccata nuovamente dai mi'kmaq e cinque persone vennero uccise. Nell'ottobre del 1750 un gruppo di circa otto uomini "uscito per fare provviste [...] venne attaccato dagli indiani che presero tutti prigionieri; [uno] venne scalpato con un grosso coltello che tenevano per tale proposito e gettato poi in mare..."
La primavera successiva, il 26 marzo 1751, i mi'kmaq attaccarono nuovamente, uccidendo quindici persone e ferendone altre sette, tre delle quali morirono in seguito per le ferite riportate. Presero con loro sei prigionieri e un sergente finì ucciso. Due giorni dopo, il 28 marzo 1751, i mi'kmaq rapirono altri tre abitanti.

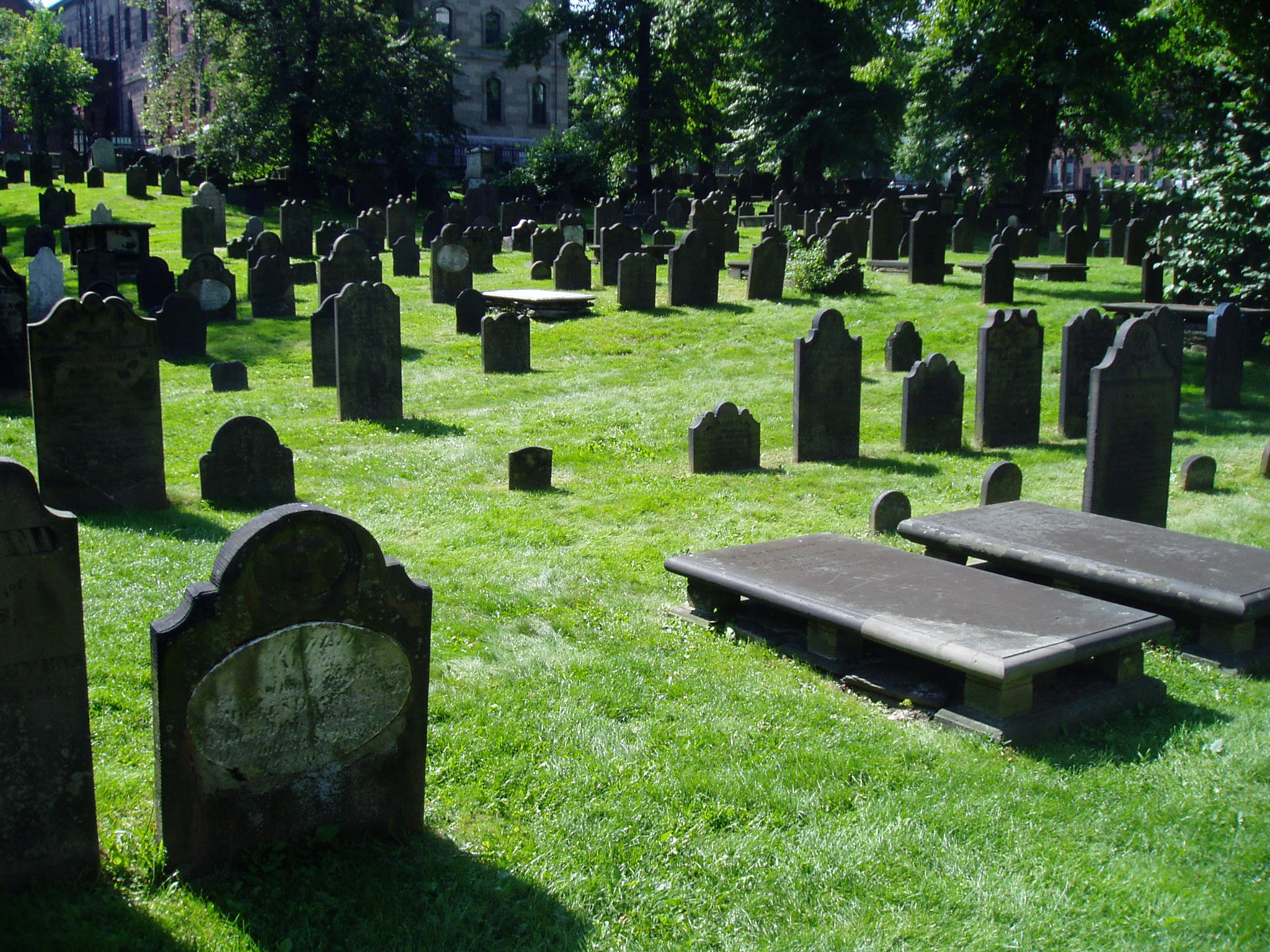
L'Old Burying Ground, ad Halifax. Le vittime inglesi del conflitto vennero sepolte qui, incluse quelle dei raid di Dartmouth.

ue mesi dopo, il 13 maggio 1751, Broussard guidò sessanta mi'kmaq e acadiani ad attaccare nuovamente Dartmouth, in quello che divenne noto come "massacro di Dartmouth". Broussard e altri uccisero in tutto venti abitanti, mutilandoli e facendo diversi prigionieri. Gli inglesi, dal canto loro, tornarono ad Halifax con lo scalpo di un guerriero mi'kmaq e dissero di averne uccisi altri sei. Il capitano William Clapham e sessanta altri soldati opposero resistenza dalle loro postazioni. Coloro che si trovavano presso l'accampamento di Dartmouth Cove, guidati da John Wisdom, resistettero pure e riuscirono a prendere prigioniero un guerriero mi'kmaq. I corpi degli inglesi morti negli scontri vennero sepolti ad Halifax presso l'Old Burying Ground.

#### Raid su Chignecto
Gli inglesi si vendicarono del raid su Dartmouth inviando diverse compagnia armate a Chignecto. Alcuni difensori francesi vennero uccisi nello scontro. Centinaia di ettari di colture vennero rovinati dal passaggio disastroso delle truppe acadiane e francesi. Nell'estate del 1752, padre Le Loutre si portò a Quebec e poi in Francia per chiedere supporto e tornò nella primavera del 1753.

### 1752–1753
Nel 1752, gli attacchi dei mi'kmaq sulla costa inglese, sia ad est che ad ovest di Halifax, furono particolarmente frequenti. I pescatori vennero costretti a rimanere a riva in quanto erano spesso i principali obbiettivi degli aggressori. All'inizio di luglio, alcuni abitanti del New England uccisero e scalparono due ragazze e un ragazzo mi'kmaq al largo della costa di Port La Tour (attuale Cape Sable). In Agosto, a St. Peter's (Nuova Scozia), i mi'kmaq attaccarono due schooners – la Friendship di Halifax e la Dolphin dal New England – e fecero 21 prigionieri, che vennero poi riscattati dai loro compatrioti.
Dall'estate del 1752, la guerra stava compromettendo le forze inglesi. L'esodo acadiano rimaneva un punto forte del conflitto. La guerra aveva portato però la colonia sull'orlo della bancarotta. Nell'agosto del 1751, il capo ranger John Gorham lasciò il Nord America per dirigersi verso Londra e lì morì nel dicembre di quello stesso anno. Il capitano ranger Francis Bartelo venne ucciso sul campo a Chignecto, mentre un altro capitano ranger, William Clapham, era caduto in disgrazia per non aver saputo prevenire il massacro di Dartmouth. John Gorham venne succeduto dal fratello minore Joseph Gorham. Nel 1752, per ridurre le spese di guerra, vennero licenziate le compagnie organizzate nel 1749, diminuendo così le forze inglesi in campo ad una sola compagnia. Questa riduzione rese necessario il 22 marzo 1753 l'intervento della milizia coloniale per garantire la sicurezza dell'area e quindi tutti i sudditi tra i 16 ed i 60 anni, abili, vennero inscritti nella coscrizione. Il 21 aprile 1753, a Torbay, i mi'kmaq uccisero due inglesi. A giugno del 1753, il London Magazine così riportava: "la guerra con gli indiani ha spinto gli abitanti a nascondersi ancor più nella foresta."
Il 14 settembre 1752 il governatore Peregrine Hopson ed il Consiglio della Nuova Scozia negoziarono il trattato del 1752 con Jean-Baptiste Cope (venne siglato ufficialmente il 22 novembre). Cope riuscì ad ottenere il supporto dei capi mi'kmaq, ma questa pace durò appena sei mesi.

#### Attacco a Mocodome
Il 21 febbraio 1753, nove mi'kmaq di Nartigouneche (attuale Antigonish) a bordo di canoe attaccarono un vascello inglese presso il porto. Il vascello proveniva da Canso ed aveva a bordo una ciurma di quattro marinai. I mi'kmaq spararono al gruppo e quindi altri nativi abbordarono lo schooner, costringendo il gruppo a portare il vascello in un estuario. I mi'kmaq uccisero e scalparono due inglesi mentre gli altri due vennero fatti prigionieri. Dopo sette settimane di prigionia, l'8 aprile, i due prigionieri (uno dei quali era John Connor) uccisero sei mi'kmaq e riuscirono a fuggire. L'area dell'attacco era chiamata Mocodome.

#### Attacco a Jeddore
In risposta, la notte del 19 maggio, sotto la guida del capo Jean-Baptiste Cope, i mi'kmaq attaccarono un altro schooner inglese al largo di Jeddore. A bordo vi erano nove marinai e un acadiano che era il pilota. I mi'kmaq uccisero e scalparono gli inglesi e lasciarono l'acadiano a Port Toulouse, dove i mi'kmaq affondarono lo schoonero dopo averlo saccheggiaot.; Nell'agosto del 1752, i mi'kmaq a Saint Peter assaltarono lo schooner Friendship di Halifax ed il Dolphin proveniente dal New England facendo 21 prigionieri che in seguito vennero riscattati. Nel maggio del 1753, i nativi scalparono due soldati inglesi presso Fort Lawrence.

#### Raid su Halifax

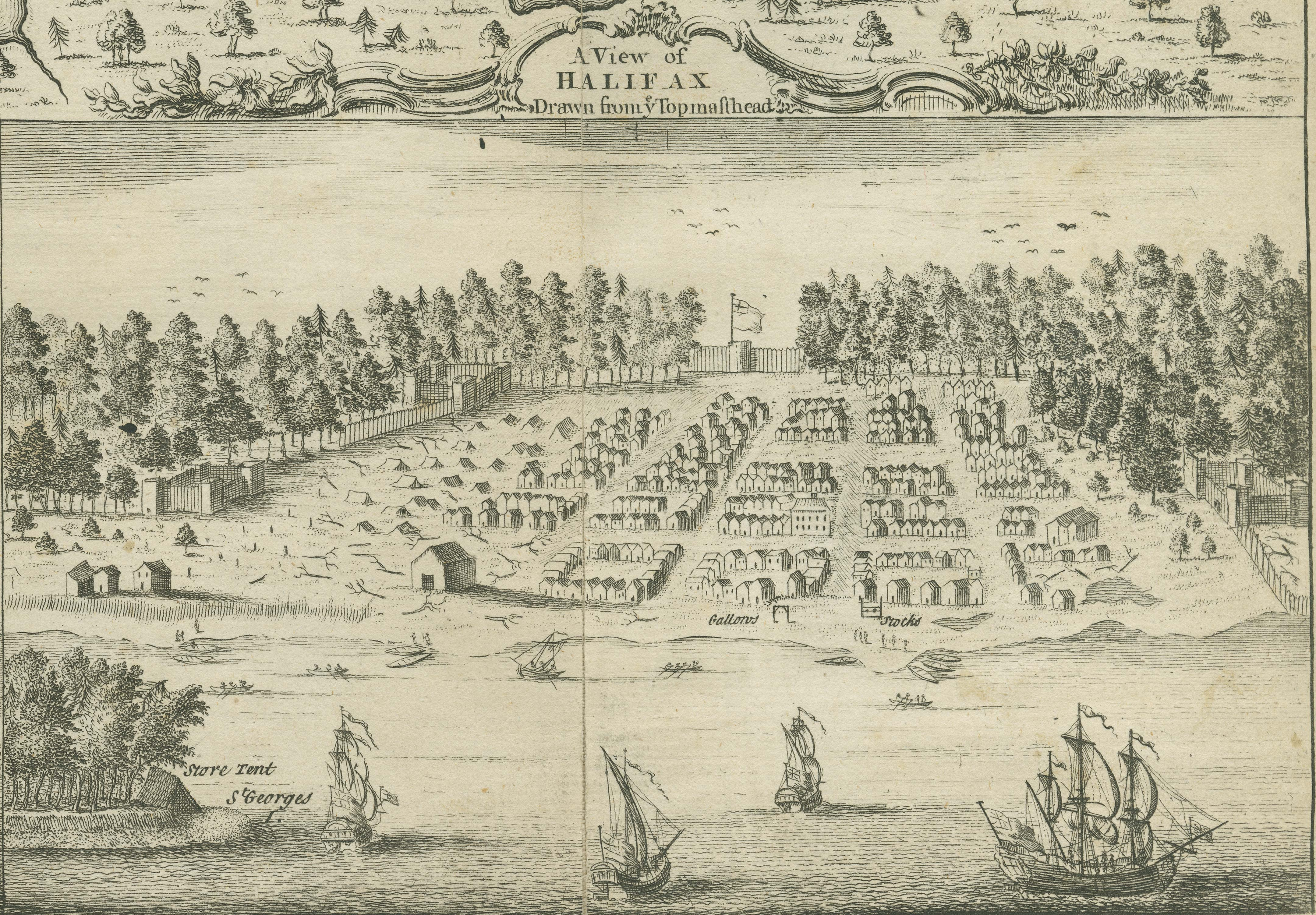
Veduta di Halifax, c. 1749. Anche se l'insediamento era protetto da palizzate, l'area esterna della città venne colpita dai raids.

Alla fine di settembre del 1752, i mi'kmaq scalparono un uomo che avevano colto appena fuori dalla palizzata di Fort Sackville. Nel 1753, quando Lawrence divenne governatore della regione, i mi'kmaq attaccarono nuovamente un mulino da legno presso le fortificazioni a sud della città uccidendo tre inglesi. Presso il porto di Dartmouth, nel 1753, vivevano appena cinque famiglie che però si rifiutavano di lavorare la terra in loco per paura di essere attaccate. Il 23 luglio 1753, il governatore Hobson fece rapporto alla Board of Trade della "continua guerra che si ha con gli indiani." Il governatore nella sua lettera datata 1º ottobre 1753 disse testualmente: "A Dartmouth vi è un piccolo villaggio ben palizzato, e un distaccamento di truppe a proteggerlo, ma non vi risiedono più di cinque famiglie e non vi è né commercio né pesca per mantenere tali persone, dal momento che questi temono gli indiani appena si sporgono oltre i picchetti".

#### La rivolta di Lunenburg
Nella primavera del 1753, divenne noto che gli inglesi erano intenzionati a stabilirsi a Lunenburg, che, senza negoziati, apparteneva di diritto al popolo mi'kmaq. La decisione degli inglesi era una chiara violazione del trattato siglato dal capo Jean-Baptiste Cope nel 1752. Il governatore Peregrine Hopson ricevette la notizia che presso Fort Edward vi erano almeno 300 indiani pronti ad opporsi all'insediamento inglese di Luneburg e che intendevano attaccare all'arrivo dei coloni. La mossa d'insediamento era quello di piagare gli acadiani e di estendere il controllo inglese sull'area.
Nel giugno del 1753, 1400 coloni tedeschi e francesi protestanti, sotto la supervisione di Lawrence e protetti dalle navi inglesi e con un gruppo di soldati al comando del maggiore Patrick Sutherland e uno di rangers al comando di Joseph Gorham, fondarono infine il villaggio di Lunenberg. La città venne ufficialmente fondata con la firma di due ufficiali inglesi, John Creighton e Patrick Sutherland e dall'ufficiale immigrato tedesco Dettlieb Christopher Jessen.
Nell'agosto del 1753, Le Loutre pagò i mi'kmaq per ottenere 18 scalpi inglesi che avevano preso al nemico nel corso di diverse incursioni estive.

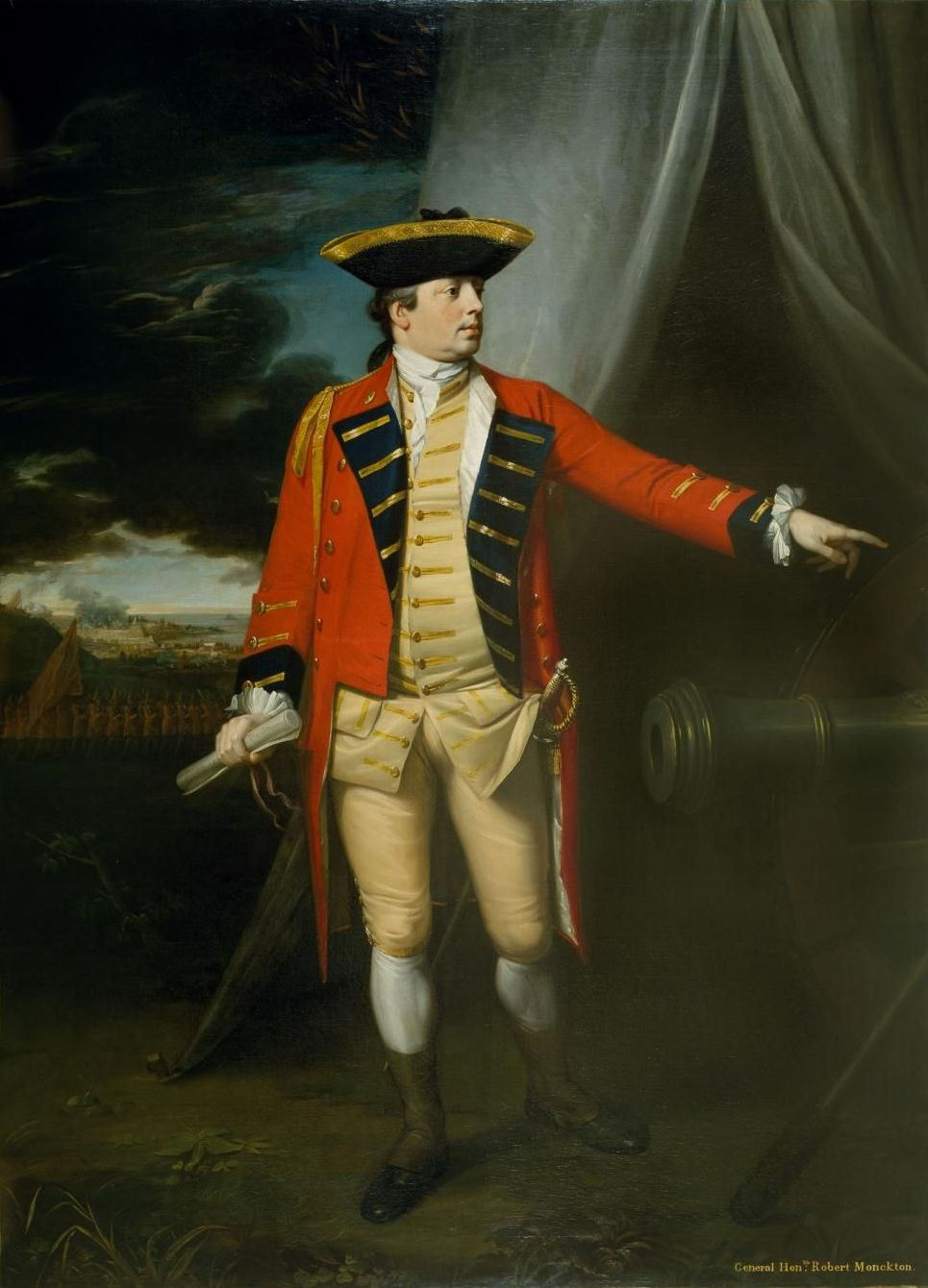
Nel dicembre del 1753, gli inglesi inviarono Robert Monckton a schiacciare l'insurrezione di Hoffman. Gli inglesi temevano i francesi e il fatto che i protestanti tedeschi avrebbero potuto unirsi agli acadiani.

A metà dicembre 1753, a sei mesi dal loro arrivo a Lunenburg, i coloni, che erano in gran parte protestanti, erano ancora in pessime condizioni, e si ribellarono agli inglesi. Questi vennero supportati da Le Loutre. La rivolta che scoppiò, nota anche come "insurrezione di Hoffman" perché guidata da John Hoffman, uno dei coloni insediatisi nel luogo, si volse alla proclamazione di una piccola repubblica indipendente.
Il comandante delle truppe inglesi locali, Patrick Sutherland, chiese rinforzi ad Halifax e Lawrence gli inviò il colonnello Robert Monckton per restaurare l'ordine. Monckton arrestò Hoffman e lo portò prigioniero ad Halifax dove venne accusato di sedizione e collusione col nemico, multato e imprigionato nella Georges Island per due anni.
Dopo la rivolta, diversi francesi e tedeschi lasciarono il villaggio per aderire alla causa di Le Loutre e degli acadiani.

#### La diga sul fiume Au Lac
Le Loutre ed i rifugiati acadiani a Chignecto si misero subito all'opera per creare una diga e supportare le nuove comunità emerse dall'esodo acadiano. Nel primo inverno (1749), gli acadiani sopravvissero attendendo la costruzione dell'opera. Gli acadiani di Minas continuarono a fornire sia provviste che uomini per la crescita della comunità locale. Per vendetta contro acadiani e mi’kmaq per il raid compiuto su Dartmouth nel 1751, gli inglesi razziarono Chignecto distruggendo le dighe costruite e rovinando centinaia di ettari di colture. Gli acadiani iniziarono in parte a tornare per maggior loro sicurezza nelle colonie inglesi. Le Loutre immediatamente chiese aiuto a Quebec e quindi alla Francia per ricostruire le dighe nell'area. Tornò con successo nel maggio del 1753 ed operò ad un grande progetto per una grande diga sul fiume Au Lac (attuale fiume Aulac). All'epoca nell'area erano accampati circa 2000 acadiani e 300 mi'kmaq.
Dall'estate del 1754, gli ingegneri che erano giunti al seguito di Le Loutre iniziarono un progetto notevole che coinvolse circa 1500 uomini in tutto. Presso Baie Verte vi era un grande accampamento con quasi 400 indiani. Sfortunatamente, le piogge di quell'anno distrussero quasi tutto ciò che gli acadiani avevano realizzato nei mesi precedenti e questo spinse altri acadiani a trovare nuovamente rifugio presso gli inglesi.

### 1754–1755

#### Raid su Lawrencetown
Nel 1754, gli inglesi fondarono l'insediamento di Lawrencetown. Alla fine di aprile del 1754, Beausoleil e una grande banda composta da mi'kmaq e da acadiani lasciò Chignecto per portarsi a Lawrencetown. Vi giunsero a metà maggio e di notte attaccarono il villaggio. Beausoleil uccise e scalpò da solo quattro inglesi e due soldati. In agosto, col continuare dei raids, i residenti ed i soldati decisero di ritirarsi verso Halifax. A giugno del 1757, i coloni si ritirarono nuovamente da Lawrencetown per nuovi attacchi degli indiani.
Tra i prigionieri che vennero fatti durante una razzia nel 1754, vi fu anche l'imprenditore Michael Francklin che venne tenuto come prigioniero per tre mesi. Altro prigioniero fu Henry Grace che venne preso presso Fort Cumberland nel medesimo periodo e lasciò un resoconto scritto della sua prigionia dal titolo "The History of the Life and Sufferings of Henry Grace" (Boston, 1764).

#### Port Joli
Nel 1754, di notte, una canoa piena di combattenti mi'kmaq tentò di distruggere un vascello da pesca inglese, ma la ciurma a bordo riuscì ad affondare la canoa e tutti i mi'kmaq annegarono ad eccezione di Molly Pigtow che venne catturato e riportato nel New England come prigioniero.

#### La battaglia di Port La Tour (1755)

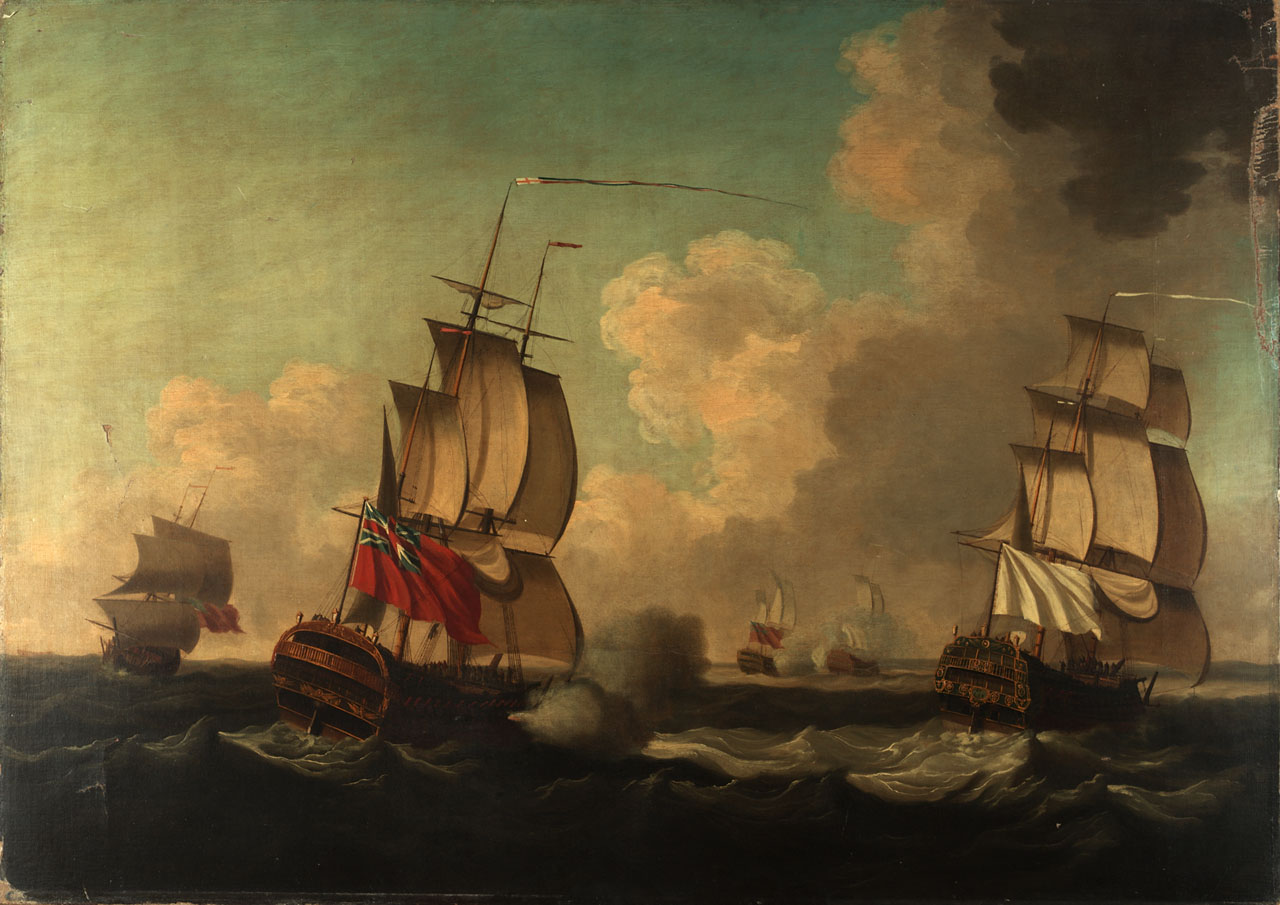
La cattura delle navi francesi Alcide e Lys. Queste trasportavano i rifornimenti per acadiani e mi'kmaq.

Nell'aprile del 1755, mentre erano alla ricerca di un vascello affondato presso Port La Tour, Cobb e i suoi uomini scoprirono lo schooner francese Marguerite che raccoglieva rifornimenti presso il Saint John River per conto di Boishebert a Fort Menagoueche. Cobb tornò ad Halifax con la notizia di ciò che aveva visto ed il governatore Charles Lawrence diede ordine di bloccare il porto sino a quando il capitano William Kensey non fosse giunto con la nave da guerra HMS Vulture, dando poi l'ordine di assisterlo nella cattura della preda francese, da riportare poi ad Halifax.
Nell'azione dell'8 giugno 1755, una battaglia navale che ebbe luogo al largo di Cape Race, a Terranova, gli inglesi trovarono a bordo delle navi francesi Alcyde e Lys diecimila coltelli destinati ad acadiani e mi'kmaq: era sintomo che la guerra sarebbe ripresa a breve.

#### La battaglia di Fort Beauséjour
Il 3 giugno 1755, la flotta degli inglesi, composta da tre navi da guerra e trentatré trasporti con a bordo 2100 soldati provenienti da Boston, sbarcò presso Fort Lawrence. Il giorno successivo le forze inglesi attaccarono Fort Beausejour grazie al piano elaborato dalla spia Thomas Pichon. Dopo la capitolazione del forte, le forze francesi lo lasciarono il 16 giugno 1755 alla volta di Fort Gaspereaux verso Louisbourg, giungendo a destinazione il 24 giugno. Poco dopo, Monckton ordinò al capitano John Rous di prendere Fort Menagoueche presso la foce del Saint John River. Boishebert, vedendo che la resistenza era futile, distrusse il forte e si ritirò verso la baia di Belleisle. Qui eresse un accampamento e montò una piccola batteria d'artiglieria presso il fiume. che i francesi poi distrussero per impedire che cadesse nelle mani degli inglesi. La battaglia che ne derivò fu una delle vicende chiavi della guerra dei sette anni in America, dal momento che con essa la Gran Bretagna ottenne il controllo dell'intera regione della Nuova Francia.

## Conseguenze

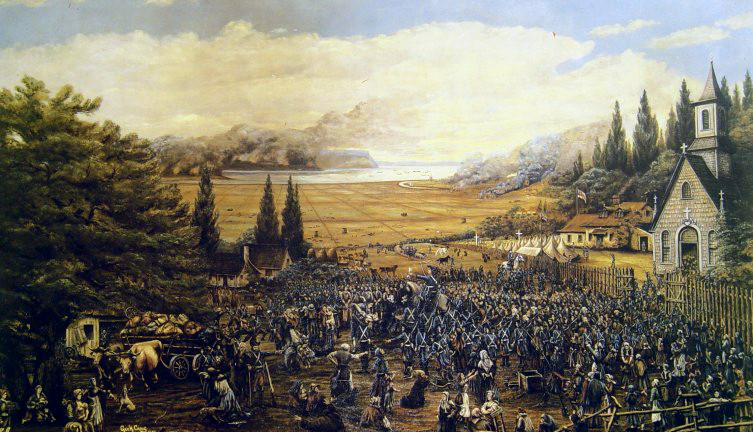
Scena raffigurante la deportazione degli acadiani a Grand-Pré.

La guerra di padre Le Loutre aveva creato le condizioni per una guerra totale; i civili inglesi non ne vennero risparmiati e, come ebbe a dire Lawrence, i civili acadiani ebbero modo di manifestare tutta la loro intelligenza, la loro preparazione e le loro capacità logistiche nel conflitto.
Per gli inglesi, durante tutto il conflitto, il principale problema fu quello di bloccare i rifornimenti che il governo francese continuava a far pervenire ai ribelli della regione. Alla fine, Lawrence comprese che per privare il nemico del suo sostegno più prezioso avrebbe dovuto deportare gli acadiani.
Con la caduta del forte di Beausejour, Le Loutre venne imprigionato ed ebbe inizio l'espulsione degli acadiani. Durante la guerra franco-indiana, le forze britanniche circondarono i coloni francesi con la campagna della baia di Fundy (1755). Gli inglesi procedettero quindi a deportare gli acadiani incendiando i loro villaggi per impedirne il ritorno.
L'esodo degli acadiani della Nuova Scozia durante la guerra risparmiò molti da morte certa (in particolare coloro che si portarono verso l'Ile St. Jean e l'Ile Royal) o dalla deportazione forzata ad opera degli inglesi. Ad ogni modo, con la caduta di Louisbourg nel 1758, gli acadiani vennero comunque deportati.